# Crocus reticulatus
Crocus reticulatus là một loài thực vật có hoa trong họ Diên vĩ. Loài này được Steven ex Adam miêu tả khoa học đầu tiên năm 1805.